# Dizzy Gillespie
John Birks "Dizzy" Gillespie, född 21 oktober 1917 i Cheraw, Chesterfield County, South Carolina, död 6 januari 1993 i Englewood, New Jersey, var en amerikansk jazztrumpetare, orkesterledare, sångare och kompositör.
Dizzy Gillespie var en av huvudpersonerna i jazzens utveckling under 1940-talet. Med sina harmoniska och rytmiska innovationer hjälpte han till att förändra jazzens musikaliska språk till ett modernistisk uttryck som fångade lyssnare världen över.
Mest är Dizzy Gillespie känd som skaparen av "bebop" - en originaljazz som bestod av snabba, komplicerade och atonala melodier sammankopplade med en "offbeat"-rytm - distanserar han sig från saxofonisten Charlie Parker, som många jazzhistoriker tidigare ansett vara mannen bakom denna musikaliska innovation.
Musiken fanns i hans blod och han lärde sig spela trumpet. I mitten av 1930-talet flyttade han till Philadelphia, Pennsylvania och senare till New York, där han etablerade sig som en skicklig ung musiker med en speciell stil. Han arbetade med ett antal kända "svarta" band, bland annat det berömda Cab Calloways storband. 1943 började han spela i Earl Hines band.
Dizzy Gillespie hade från och med slutet av 1960-talet tro och starkt stöd för Bahá'í-tron, vilket gjorde bland annat att han såg sig som en världsmedborgare.
Han besökte Sverige 1948, 1953 och 1955.
År 1989, när Gillespie var över 70 år, etablerade han Förenta nationernas orkester. Den bestod av en mängd musiker från hela den amerikanska kontinenten och visade att jazz hade blivit en internationell musikstil.

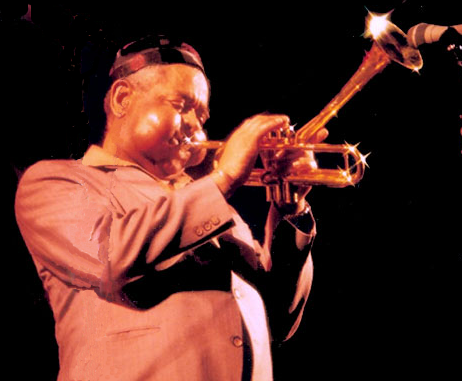
Dizzy Gillespie

## Utmärkelser
Gillespie fick 1993 ta emot Polarpriset (postumt) tillsammans med Witold Lutosławski.
Asteroiden 5831 Dizzy är uppkallad efter honom.

## Den böjda trumpeten
Gillespie använde under en stor del av sin karriär en böjd trumpet där klockstycket var böjt 45 grader uppåt. Enligt Gillespies biografi var det ett resultat av en olycka den 6 januari 1953 på frun Lorraines födelsedagsfest, där några dansare trillade över hans trumpet som stod på ett trumpetställ. Gillespie gillade ljudet som blev resultatet i trumpeten men lämnade dock in den för reparation redan dagen därpå. Han gillade dock ljudet i den böjda trumpeten, som han inte kunde få fram i en vanlig. Han skickade därför en skiss till instrumentmakaren "Martin" som 1954 tillverkade en sådan trumpet med klockstycket böjt 45 grader uppåt. Denna trumpet använde han sedan från juni 1954 och det kom att bli en del av Dizzy Gillespies varumärke. Han lät under sin karriär tillverka flera böjda trumpeter. 
Sedan 1986 finns en av hans böjda trumpeter på National Museum of American History. En annan såldes på Christie's i New York 1995 för 63 000 dollar.

## Diskografi
- 1954 – Afro